# Горошовский сельский совет
Горошовский сельский совет (укр. Горошівська сільська рада) — входит в состав
Борщёвского района
Тернопольской области
Украины.
Административный центр сельского совета находится в 
с. Горошова.

## Населённые пункты совета
- с. Горошова